# Hosby
Hosby je vesnice v obci Noarootsi kraj Läänemaa v Estonsku. Nachází se ve vzdálenosti 84 km jihozápadně od Talinnu a 10 km severně od města Haapsalu.
V roce 2011 zde žilo 15 obyvatel.
V Hosby se nachází kostel svaté Kateřiny a hřbitov, které jsou národními památkami Estonska od roku 1997 a Památník boje za osvobození, který je kulturní památkou Estonska od roku 2003.

## Galerie

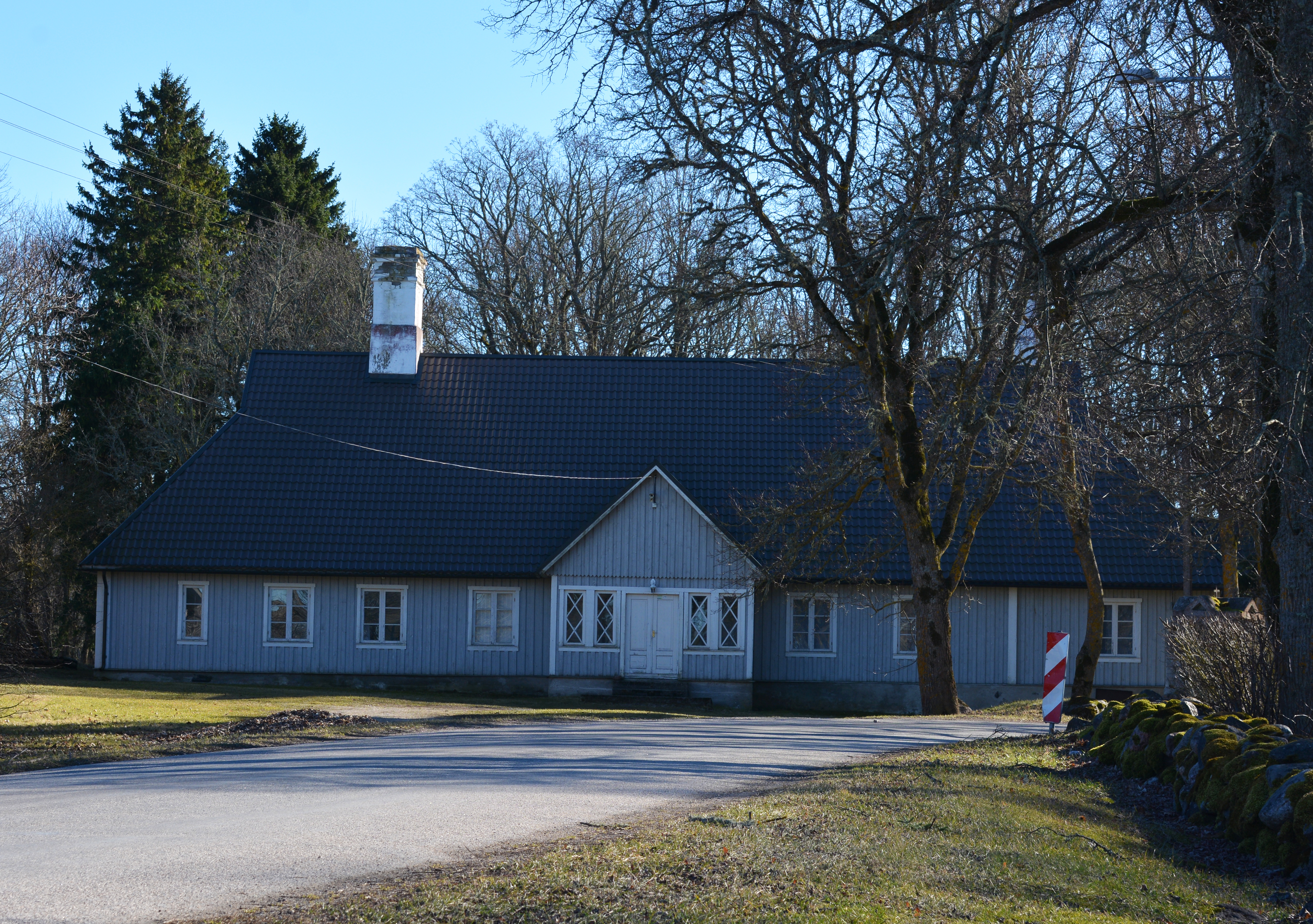
Fara
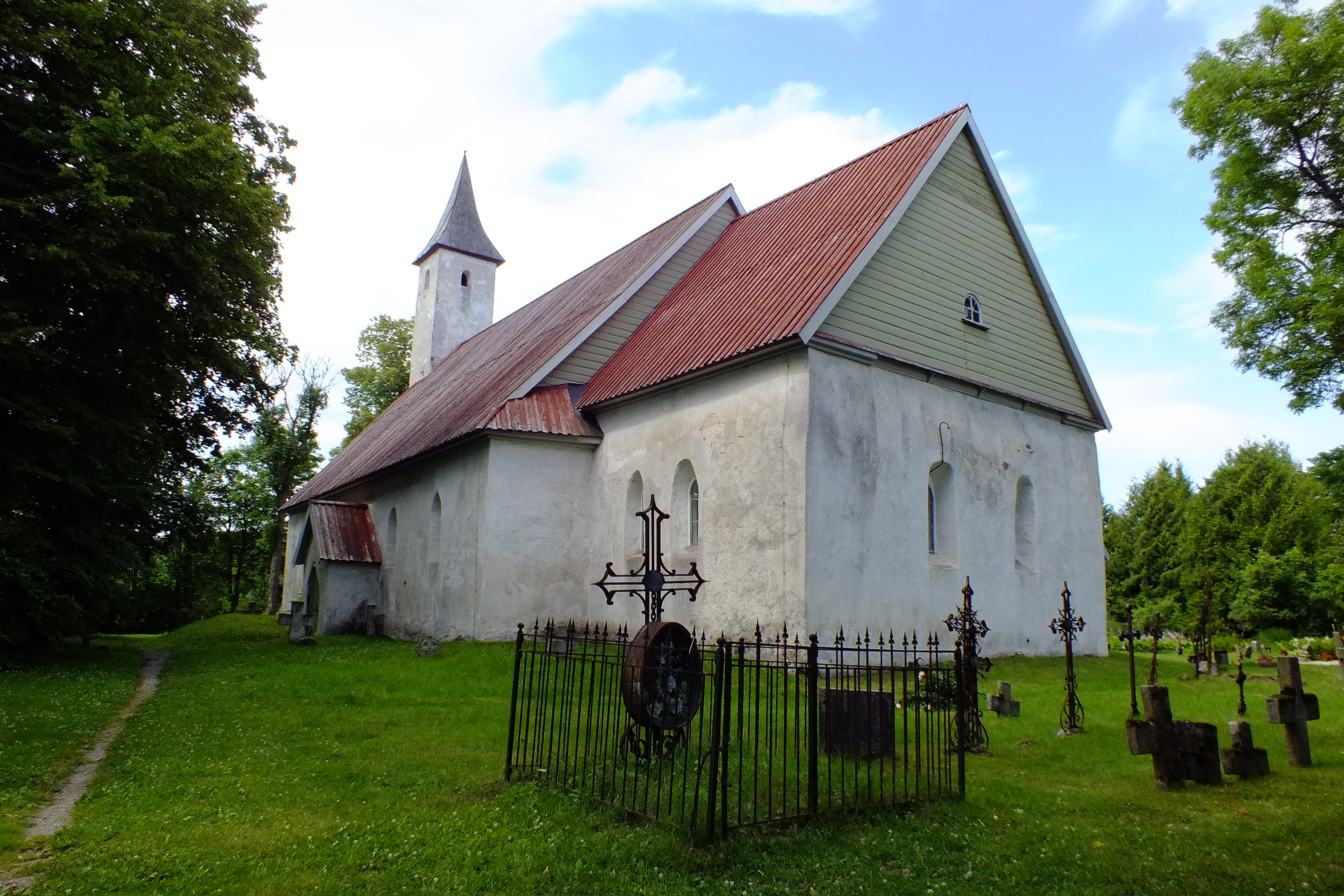
Kostel svaté Kateřiny
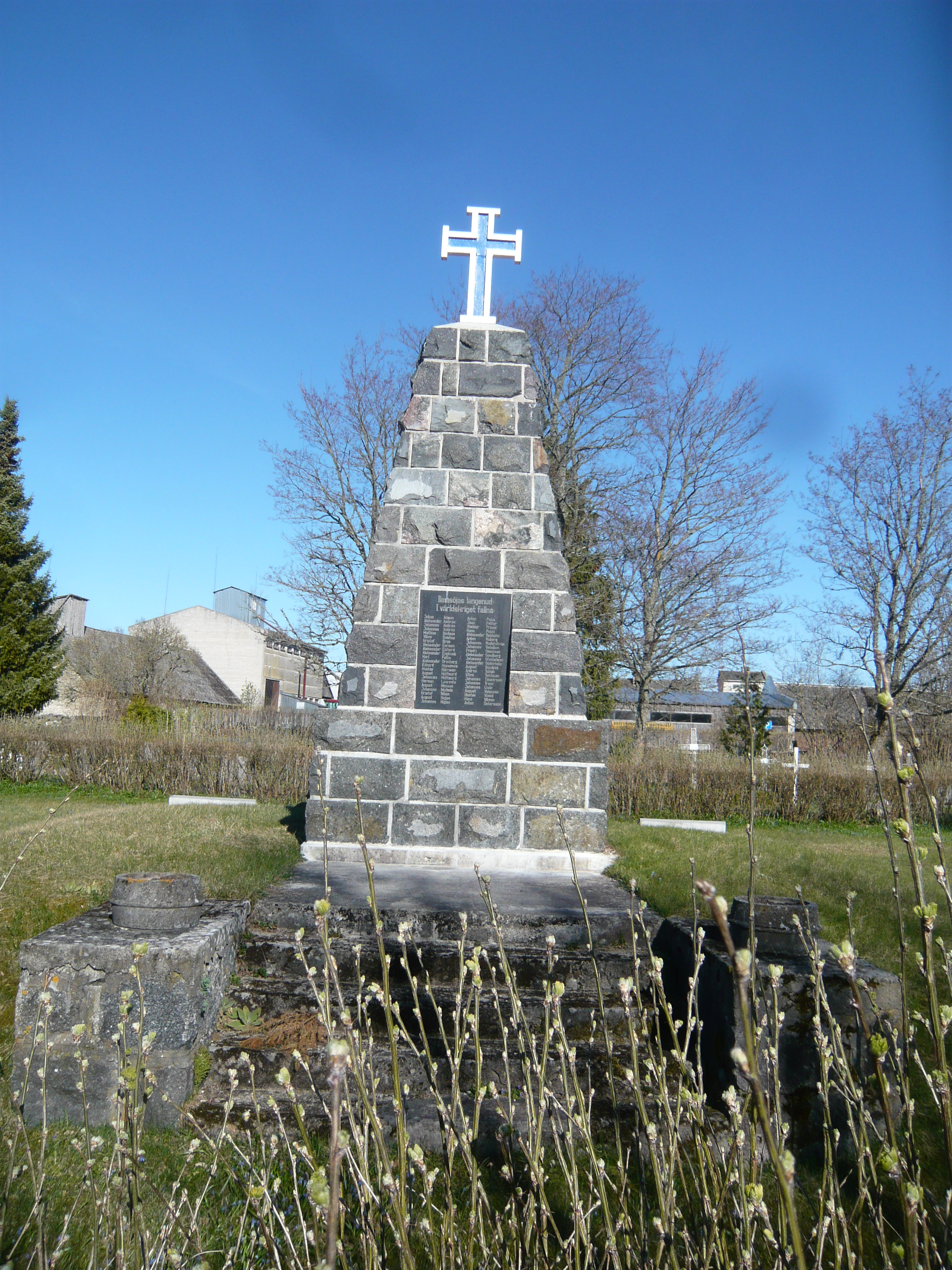
Památník boje za svobodu
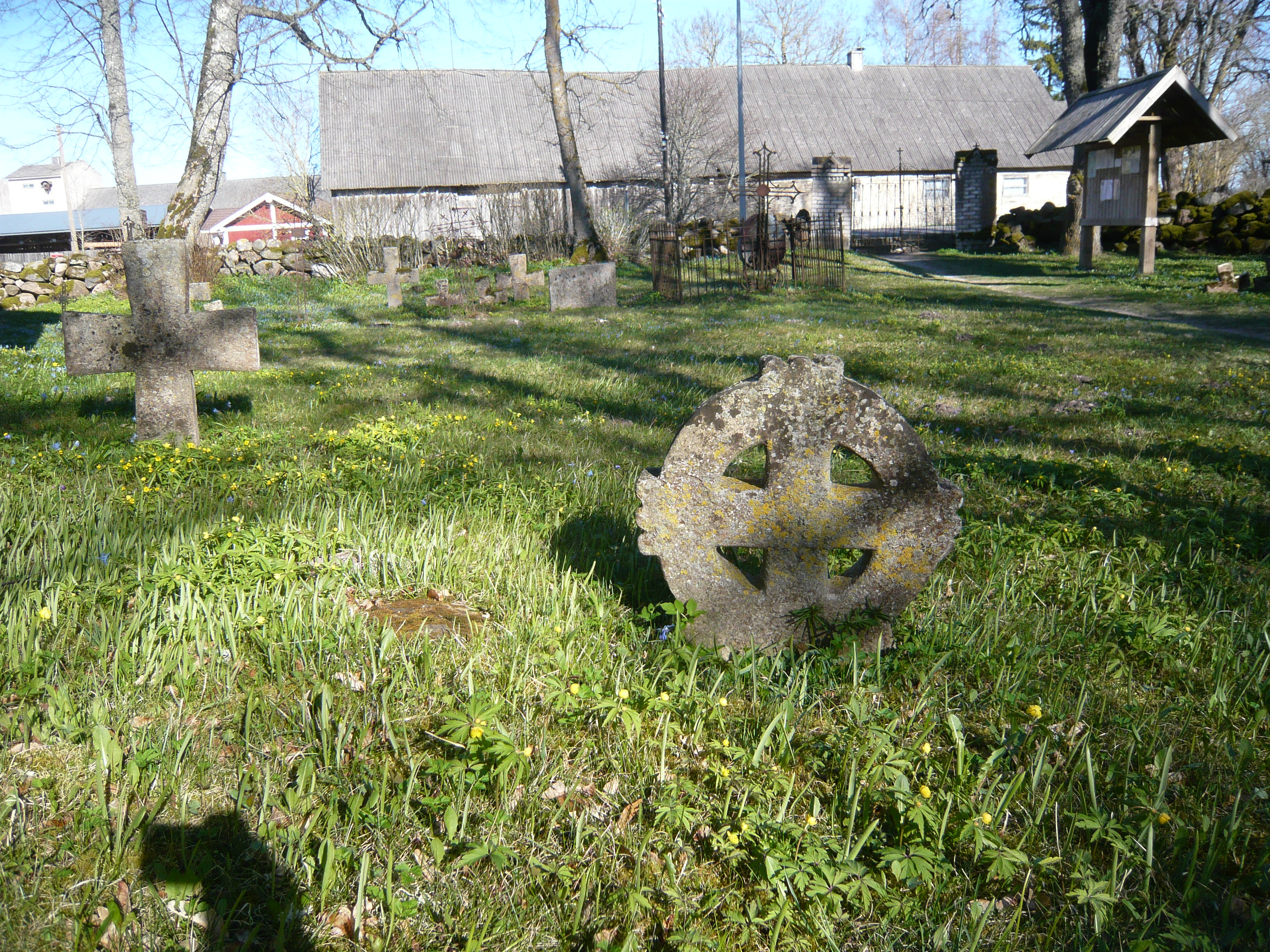
Hřbitov